# Тетраксис

Тетраксис

Тетрактис  (греч. Τετρακτύς) — треугольная фигура, составленная десятью точками в форме пирамиды. Мистический символ пифагорейцев и важный элемент сакральной геометрии.

## Значение
Тетраксис символизировал гармонию вселенной, в частности:
- Четыре стихии — земля, воздух, огонь, вода
- Базовые понятия геометрии — точка, линия, плоскость, пространство
- Пропорции 4:3, 3:2, 2:1, соответствующие музыкальным интервалам кварты, квинты и октавы, соответственно
- Три космических сферы вокруг Земли — Солнца, Луны и планет.

В сумме числа 1, 2, 3 и 4 дают 10 — это треугольное число считалось пифагорейцами идеальным и приобретало священное значение.

## Интересные факты
Изображение Тетраксиса имеется на стене Аккерманской крепости в городе Белгород-Днестровский.